# جبل إفرا
جبل إفرا عبارة عن جبل بركاني خامد يقع في السعودية، وتحديداً في حرة البقوم الواقعة بين منطقتي مكة المكرمة والباحة. يبلغ ارتفاع الجبل نحو 1616 م.